# Jeremias brev
Jeremias brev är en deuterokanonisk eller apokryfisk bok i Gamla Testamentet. Jeremias brev utgör i katolska biblar det sista kapitlet av Baruks bok. Ursprungligen är den mycket gammal, från 500-talet f.Kr. Texten handlar om att man inte skall dyrka Babylons gudar. De jämförs med fågelskrämmor, i det att de har mycket liten effekt, även om de beskrivs som vältaliga. Babylons präster beskrivs som korrupta. Som exempel kunde de inte ge synen åter till en blind, vilket JHWH enligt Jeremias brev kan. Texten avslutas med att konstatera att det är bättre att sakna bildstoder än att ha dem. 
Texten har påträffats i Dödahavsrullarna. Den är förmodat inte skriven av Jeremia, utan av en grekisk jude från Alexandria, som i senare kristen tradition misstogs för Origenes, vilket skulle placera brevet 700 år fel.